# Wasserburg Schwarzenhasel
Die Wasserburg Schwarzenhasel ist eine gut erhaltene Wasserburg in Schwarzenhasel, einem Stadtteil von Rotenburg an der Fulda im Landkreis Hersfeld-Rotenburg in Nordhessen.

## Lage und heutiger Zustand
Sie liegt am Nordende des Dorfs im Haselgrund und besteht heute aus einem Patronats- und Wohnhaus und einem Burggarten mit altem Baumbestand. Das Gebäude ist rechteckig, mit massivem Unterbau und zwei Fachwerk-Stockwerken. Die Anlage ist noch immer zu drei Vierteln – im Westen, Norden und Osten – von  einem etwa drei Meter breiten Wassergraben umgeben. Sie wird bewohnt, und der heutige Besitzer ist weiterhin aus Tradition Patronatsherr der Pfarrei Schwarzenhasel.

## Geschichte
Im Jahre 1371 wurde erstmals ein Burgsitz in Schwarzenhasel erwähnt, den Heinrich von Holzheim als hersfeldisches Lehen besaß. Ab 1432, als die Landgrafen von Hessen erbliche Schirmherren der Abtei Hersfeld wurden, war das Lehen, welches die Burg und das Dorf umfasste, dann landgräflich-hessisch. Die von Holzheim hielten es bis 1522. 
Im Jahre 1527 wurden Dorf und Burg hessisches Lehen der bereits in Solz und Imshausen begüterten Herren von Trott (Treffurter Linie). Diese errichteten um 1600 auf der Basis dieses Vorgängerbaus die heutige Wasserburg, die dann Stammsitz des Familienzweiges derer von Trott zu Schwarzenhasel wurde. Als dieser Zweig im Jahre 1813 mit Carl Ludwig Trott zu Schwarzenhasel im Mannesstamm erlosch, kam der Besitz, zu dem ein großes Rittergut gehörte, an die Trott zu Solz, die es noch bis 1823 in Besitz hatten.
Franz von Bodelschwingh (1862–1933), Besitzer der Güter Velmede und Töddinghausen in Westfalen, erwarb 1896 das Forstgut Schwarzenhasel. Er setzte zum Erben seinen Neffen und Adoptivsohn Ernst von Bodelschwingh (1906–1993) ein, Sohn des Pastors Wilhelm von Bodelschwingh. Heutiger Besitzer ist Reinhard von Bodelschwingh.